# Zdeno Štrba
Zdeno Štrba (* 9. června 1976, Krásno nad Kysucou) je bývalý slovenský fotbalový záložník a reprezentant. Účastník Mistrovství světa 2010 v Jihoafrické republice.
Mimo Slovensko prošel angažmá v Řecku a Rakousku.

## Klubová kariéra
Svou fotbalovou kariéru začal v malém klubu Tatran Krásno nad Kysucou a přes mládežnický tým Dukly Banská Bystrica se dostal do Matadoru Púchov, kde zažil debut v Corgoň lize. Po 4½ sezónách strávených v Púchově odešel v lednu 2003 do Žiliny, kde nasbíral řadu trofejí včetně ligových titulů. 3. června 2009 přestoupil za 150 000 eur do řeckého klubu Škoda Xanthi, kde podepsal dvouletý kontrakt. V první sezóně řecké Superligy odehrál 27 utkání a vstřelil 4 góly. V prosinci 2010 po vzájemné dohodě kontrakt přerušil a vrátil se do Žiliny, kde se upsal na 1½ roku.
V roce 2012 hrál za Spartak Myjava. Od ledna 2013 působil v rakouském klubu SC St. Martin, od léta 2015 v ESV Schwarzenau.

## Reprezentační kariéra
V letech 2003–2010 byl členem slovenské seniorské reprezentace, za kterou nastoupil celkem ve 26 zápasech. Debutoval 13. února 2003 v přátelském zápase s domácím Kyprem, odehrál druhý poločas. Slovensko porazilo soupeře 3:1. V říjnu 2010 ohlásil ukončení reprezentační kariéry.

### Mistrovství světa 2010
Zúčastnil se Mistrovství světa 2010 v Jihoafrické republice, kam jej nominoval trenér Vladimír Weiss. Slovensko se utkalo ve svém prvním utkání v základní skupině F s nováčkem šampionátu Novým Zélandem a po gólu Róberta Vitteka vedlo 1:0. Slovensko vítězství neudrželo, nakonec remizovalo 1:1. Zdeno odehrál celé střetnutí a obdržel žlutou kartu. Ve druhém utkání 20. června 2010 podlehlo Slovensko jihoamerickému mužstvu Paraguaye 0:2, i toto střetnutí Štrba absolvoval kompletní. 24. června ve třetím zápase Slovenska v základní skupině proti Itálii dostal opět žlutou kartu, ale svým výkonem pomohl reprezentaci k cennému vítězství 3:2 a postupu do osmifinále ze druhého místa na úkor Itálie. V 87. minutě jej vystřídal na hřišti Kamil Kopúnek. V osmifinále se Slovensko střetlo s Nizozemskem, tento zápas Zdeno nemohl odehrát kvůli trestu za dvě žluté karty v základní skupině. Slovensko podlehlo favoritovi 1:2 a bylo z turnaje vyřazeno.

### Reprezentační zápasy a góly
Zápasy Zdena Štrby za A-mužstvo Slovenska
| Rok    | Zápasy | Góly |
| ------ | ------ | ---- |
| 2003   | 1      | 0    |
| 2004   | 0      | 0    |
| 2005   | 0      | 0    |
| 2006   | 1      | 0    |
| 2007   | 5      | 0    |
| 2008   | 3      | 0    |
| 2009   | 9      | 0    |
| 2010   | 7      | 0    |
| Celkem | 26     | 0    |